# Giuseppe Antonio Fabbrini

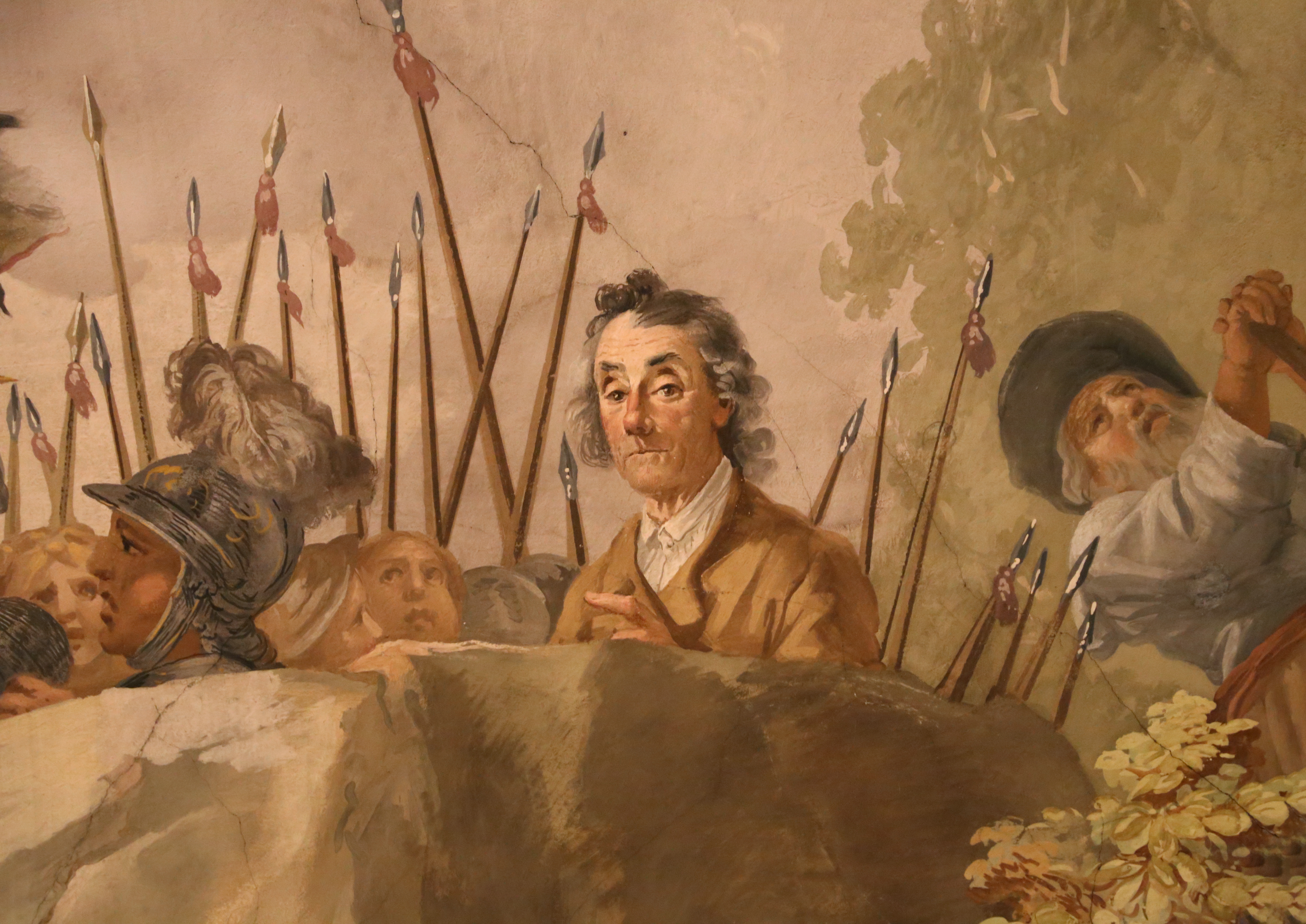
Autoritratto nelle Storie dell'Orlando Furioso (1787) a palazzo Compagni (Firenze)

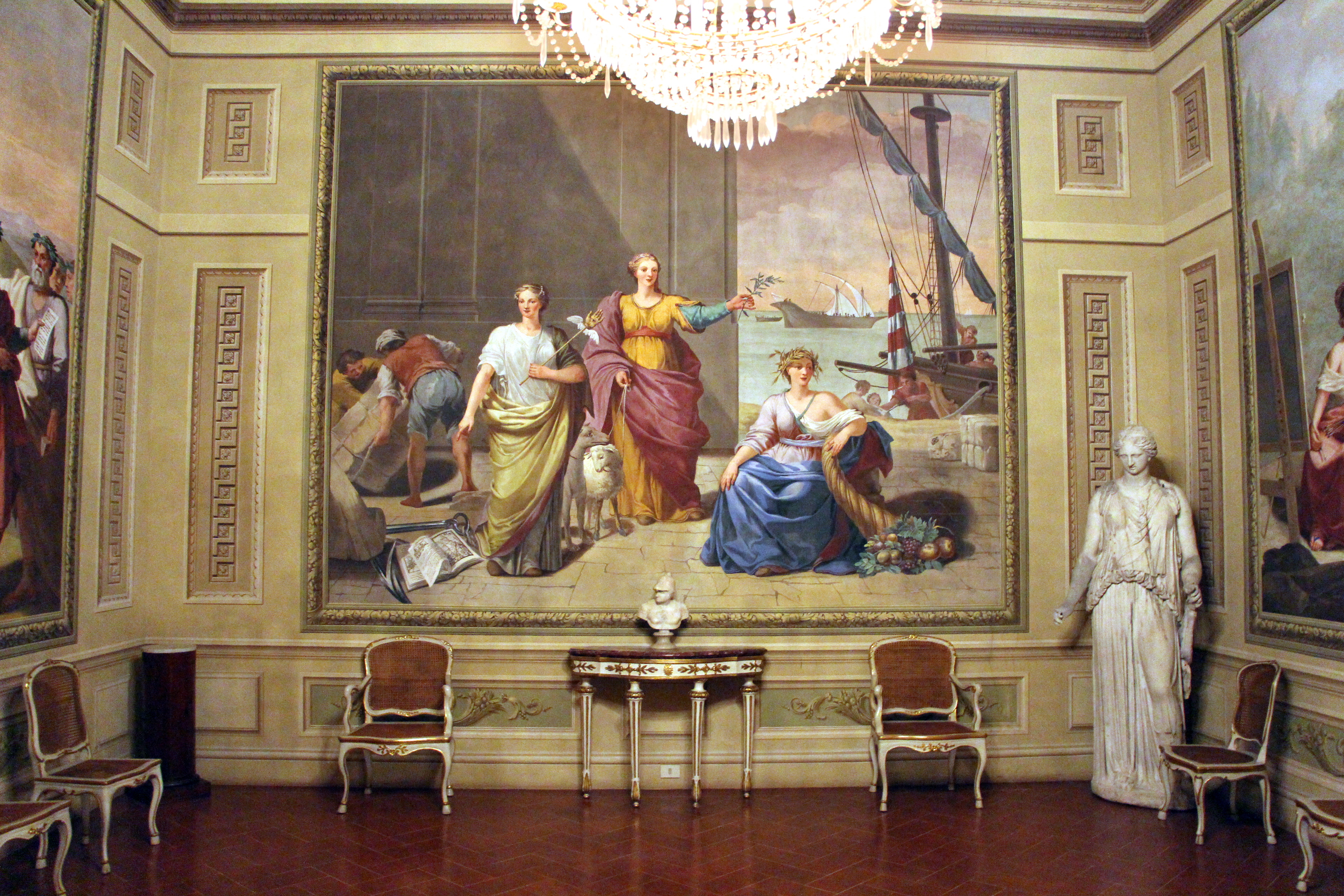
Allegoria della Navigazione, della Pastorizia e dell'Agricoltura in Toscana, villa del Poggio Imperiale (Firenze)

Giuseppe Antonio Fabbrini (Firenze, 19 marzo 1748 – Firenze, post 1795) è stato un pittore italiano.

## Biografia
Nato nel popolo di San Michele Visdomini, non si conoscono informazioni sulla sua formazione, ma nel 1771 è documentato a Roma, dove vinse il premio dell'Accademia di San Luca. 
Rientrato a Firenze verso il 1775, vi lavorò assiduamente grazie alla buona fama ottenuta con la vittoria del concorso. Tra le prime opere ci fu la realizzazione di una pala per l'oratorio dei Filippini nel complesso di San Firenze (resta in loco un modello in grande, mentre la pala è oggi a Campobasso nella cappella del Convitto Nazionale).
Nel 1777 fu coinvolto, col collega Tommaso Gherardini col quale cooperò anche in seguito, nella decorazione dell'appartamento leopoldino nella villa del Poggio Imperiale, in cui dimostrò un'apertura alle prime novità neoclassiche.
L'immatricolazione all'Accademia del Disegno risale tuttavia solo al 1785. 
Realizzò molte pitture sacre e un'interessante serie di ritratti di uomini illustri. Lavorò anche a Cortona, Arezzo e Vallombrosa.
Nel 1795 firmò un'ultima opera nota, dopo la quale non si hanno più sue notizie.